# Selinum angolense
Selinum angolense är en flockblommig växtart som beskrevs av C.Norman. Selinum angolense ingår i släktet krusfrön, och familjen flockblommiga växter. Inga underarter finns listade i Catalogue of Life.